# 랑데 지 인자
물리학에서 랑데 지 인자(Landé g-factor)는 궤도 각운동량과 스핀을 가진 전자에 대한 지 인자이다. 그 명칭은 이를 1921년에 처음 언급한 독일 태생 미국 물리학자 알프레트 랑데(Alfred Landé)에서 따왔다.

일반적으로 원자의 궤도에 존재하면서 같은 각운동량을 가지는 전자는 서로 같은 에너지를 가진다. 그러나 외부에서 약한 자기장을 걸어줄 경우 에너지 겹침 현상이 깨지는데, 이 때 에너지의 변화량은 랑데 지 인자의 배수만큼이다.
궤도 각운동량이 만드는 자기 모멘트와 스핀이 만드는 자기 모멘트를 함께 생각해서 전자의 총 각운동량 J에 대하여 총 각운동량 지 인자 {\displaystyle g_{J}}는 아래 식과 같이 계산된다.
{\displaystyle g_{J}=g_{L}{\frac {J(J+1)-S(S+1)+L(L+1)}{2J(J+1)}}+g_{S}{\frac {J(J+1)+S(S+1)-L(L+1)}{2J(J+1)}}.}
여기서 궤도 각운동량 지 인자는 1의 값을 가지며 근사를 통하여 스핀 지 인자는 2의 값을 가지므로 {\displaystyle g_{J}}는 근사적으로
{\displaystyle g_{J}\approx {\frac {3}{2}}+{\frac {S(S+1)-L(L+1)}{2J(J+1)}}.}으로 나타난다.
원자의 총 각운동량 F=I+J에 대하여 지 인자를 구해보고 싶다면 아래의 식을 이용하여 얻을 수 있다.
{\displaystyle g_{F}=g_{J}{\frac {F(F+1)-I(I+1)+J(J+1)}{2F(F+1)}}+g_{I}{\frac {F(F+1)+I(I+1)-J(J+1)}{2F(F+1)}}}
{\displaystyle \approx g_{J}{\frac {F(F+1)-I(I+1)+J(J+1)}{2F(F+1)}}}
마지막 식의 근사는 전자와 양성자의 상대적인 질량 차이 때문에 {\displaystyle g_{J}}의 값이 {\displaystyle g_{I}}보다 크다는 것을 이용하였다.

## 같이 보기
- 제이만 효과